# Muscolo pterigoideo interno
Lo pterigoideo interno (o muscolo pterigoideo mediale) è uno spesso, quadrilatero muscolo masticatore.
Il ramo mandibolare del quinto nervo cranico, il nervo trigemino, innerva il muscolo pterigoideo interno.
Ha forma quadrilatera ed è situato sulla faccia mediale del ramo della mandibola. Ha origine dalla fossa pterigoidea, dal processo piramidale del palatino e dalla tuberosità del mascellare e termina sulla faccia mediale dell'angolo mandibolare e del ramo, giungendo in alto fino al livello del foro mandibolare. La faccia mediale del muscolo entra in rapporto con lo spazio mandibolo faringeo e con la faringe.
Le sue fibre passano in basso, lateralmente e posteriormente, e si vanno a inserire, con una forte lamina tendinea, a un'impronta rugosa triangolare, posta sulla faccia mediale della mandibola, fra l'angolo della mandibola e il solco miloioideo.

## Innervazione
Come lo pterigoideo esterno, lo pterigoideo interno è innervato dal ramo mandibolare del nervo trigemino, quinto nervo cranico.

## Azione
Il muscolo pterigoideo interno innalza la mandibola e in questo modo concorre a chiudere la bocca. A causa della direzione delle fibre muscolari protrude la mandibola. Quando i muscoli pterigoidei esterno e interno di un lato si contraggono contemporaneamente, il mento ruota dal lato opposto. Questi movimenti sono molto importanti nella masticazione.

## Altre immagini

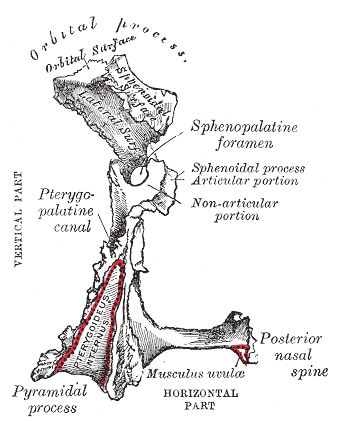
Osso palatino sinistro. Aspetto posteriore. Ingrandito.
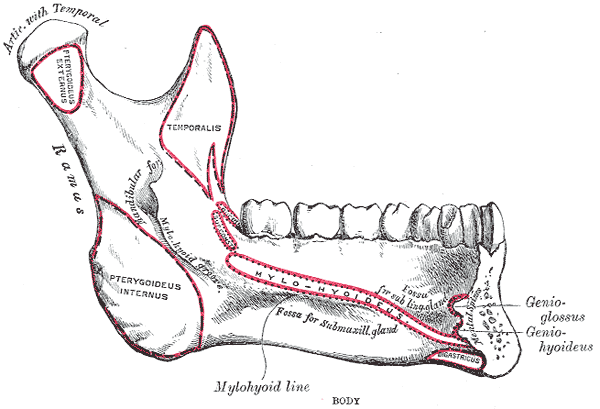
Mandibola. Superficie interna. Vista di lato.
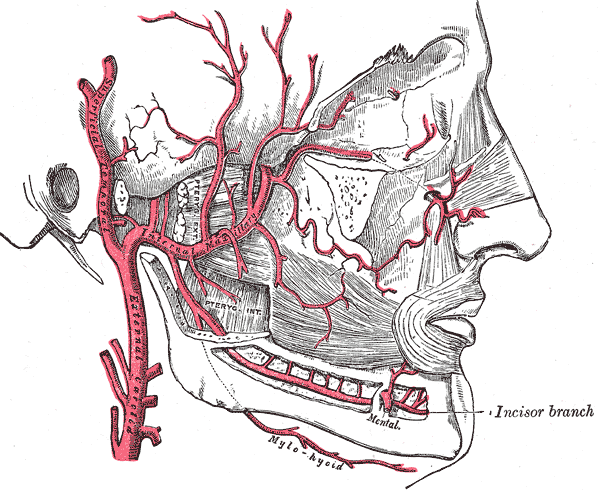
Piano dei rami dell'arteria mascellare interna.
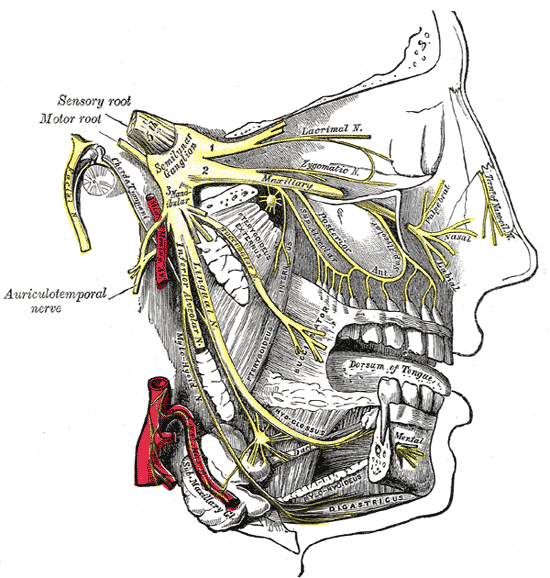
Distribuzione dei nervi mascellari e mandibolari, e il ganglio submascellare.
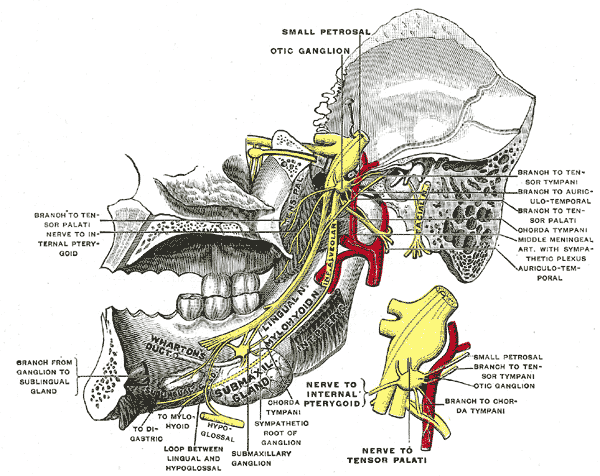
Divisione mandibolare del nervo trigemino, visione su un piano sagittale.
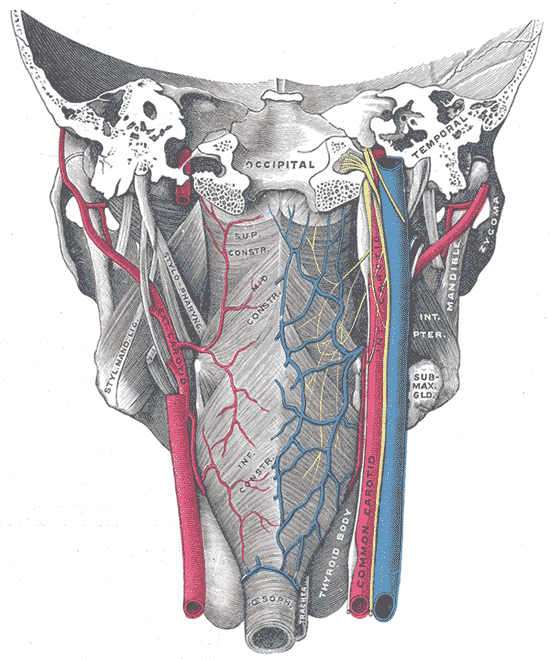
Muscoli della faringe, visti da dietro, assieme con i vasi e i nervi.